# Феллер, Себастьян
Себастьян Феллер (фр. Sébastien Feller; 11 марта 1991, Тьонвиль) — французский шахматист, гроссмейстер (2007).
В составе сборной Франции участник 39-й Олимпиады (2010) в Ханты-Мансийске. После которой, оказался в центре скандала, связанным с получением посторонней помощи во время партий.

## Изменения рейтинга
| Графики недоступны из-за технических проблем. См. информацию на Фабрикаторе и на mediawiki.org. |